# Мартіна Д'Антіохія
Мартіна Д'Антіохія (нар. Малага, 24 лютого 2005) — іспанська письменниця, співачка та акторка.

## Біографія
Мартіна Д'Антіохія стала відомою письменницею у віці 12 років, досягнувши успіху завдяки серії книг «Диверсія Мартіни». Перші чотири книги, випущені між 2017 та 2018 роками, були продані в Іспанії накладом понад 200 000 примірників. Книги супроводжуються однойменним YouTube-каналом, який має 4 мільйони підписників.
У 2019 році авторка дебютувала у світі кіно, знявшись у фільмі «Padre no hay más que uno» режисера Сантьяго Сегури в ролі Сари. Крім того, вона також розпочала музичну кар'єру, випустивши EP «Emociones» під лейблами Barba Records та Sony Music, який посів перше місце у щотижневому чарті найбільш продаваних альбомів в Іспанії.

## Дискографія

### EP
- 2019 — Emociones

### Сингл
- 2019 — Like
- 2020 — No hay yo sin ti

## Фільмографія
- Padre no hay más que uno, regia di Santiago Segura (2019)
- Padre no hay más que uno 2, regia di Santiago Segura (2020)

## Твори
- Un desastre de cumpleaños, Montena, 2017
- ¡Aventuras en Londres!, Montena, 2018
- La puerta mágica, Montena, 2018
- Fin de curso en el paraíso, Montena, 2018
- Misterio en el internado, Montena, 2019
- Magia en el bosque, Montena, 2019
- Quin desastre d'aniversari!, Montena, 2019
- Un instante inolvidable, Montena, 2019